# 何宜珊
何宜珊（1994年02月17日—），台灣女演員。

## 電視劇
| 首播   | 頻道         | 劇名         | 角色   |
| 2015年 | 台視         | 春梅         | 阿真   |
| 2016年 | 台視         | 加油！美玲   | 小如   |
| 2017年 | 台視         | 先生媽       | 阿娟   |
| 2017年 | CHOCO_TV     | 老爸上身     | 王君君 |
| 2018年 | 台視         | 情·份        | 梁晶晶 |
| 2020年 | 台視         | 生生世世     | 楊美霞 |
| 2021年 | 公視 Youtube | 國際橋牌社 2 | 小夏   |
| 2021年 | 台視         | 一個屋簷下   | 陳文玲 |
| 2022年 | 台視         | 美麗人生     | 王心蓮 |
| 2023年 | 台視         | 追分成功     | 徐芯彤 |
| 2025年 | 台視         | 寶島西米樂   | 黃春燕 |

## 音樂錄影帶
- 旺福樂團《小職員日記》
- 蔡健雅《被馴服的象》

## 舞台劇
- 2013藝穗節 Face表演劇團《破窗-混亂之聲》 主要演員
- 2012藝穗節克拉刻劇團同名創作《克拉刻》 女主角

## 活動主持
- 2014年 彰化縣 《寵物總動員》 活動主持人

## 外部連結
- 何宜珊的Facebook專頁
- 何宜珊的Instagram帳戶

1. ↑  .   [2024-04-24]. （原始内容存档于2024-04-24）.
2. ↑  .   [2023-11-28]. （原始内容存档于2023-09-30）.